# Baldone
Baldone (alemany: Baldohn) és un poble del municipi de Baldone a Letònia, situada a 33 km al sud de Riga.

## Història
Aquesta regió ha estat habitada des de l'Edat de Pedra. El 1648 existia a la localitat una planta siderúrgica que fabricava àncores i armes. A la fi del segle xviii Baldone era coneguda pels seus balnearis d'aigües sulfuroses. Encara que la seva rellevància va disminuir amb l'obertura del balneari de Jūrmala el 1938, Baldone era famosa en tota la Unió Soviètica.
El 1991 va aconseguir els seus drets de vila.

## Residents coneguts
- Viktors Arājs (1910–1988), col·laborador i oficial de les SS que va prendre part en l'Holocaust.
- Astra Klovāne (n. 1944), jugadora d'escacs i periodista.
- Zigurds Lanka (n. 1960), jugador i entrenador d'escacs.